# Separação?!
Separação?! é um sitcom brasileiro exibido pela TV Globo de 9 de abril a 24 de setembro de 2010, em 24 episódios. Criado por Fernanda Young e Alexandre Machado, com a direção de José Alvarenga Jr.
Contou com Débora Bloch e Vladimir Brichta nos papéis principais.

## Enredo
Karin (Débora Bloch) e Agnaldo (Vladimir Brichta) já não se suportam mais, uma vez que estão há anos brigando, muito embora não consigam deixar o comodismo da vida a dois e já se acostumaram até aos conflitos diários como parte da rotina, acordando pensando em que vão implicar com o outro naquele dia. Vivendo em guerra, os dois vão adiando a inevitável separação em meio à cômicos barracos públicos e mau-entendidos que envolvem todos a seu redor. A chefe de Karin na escola em que dá aula, Cinira (Cristina Mutarelli), é uma diretora alcoólatra e cheia de TOCs, que já foi casada três vezes e é sua de conselheira sentimental, muito embora mais atrapalhe do que ajude. 
Já Agnaldo trabalha em uma corretora de seguros e se tona alvo da perseguição de Delavega (Kiko Mascarenhas), seu colega de trabalho que vive tentando minar sua carreira, tendo ainda que lidar com a nova chefe, a depressiva Anete (Rita Elmôr), que acha que todos a detestam e acaba se interessando por ele na metade da temporada. Os barracos entre Karin e Agnaldo atingem até mesmo seu casal de amigos mais próximo, Delgado (Marcelo Várzea) e Gilda (Cláudia Ventura), que se vêem tragados pelas confusões dos dois que acabaram atrapalhando seu relacionamento.

## Elenco
| Interprete         | Personagem     |
| ------------------ | -------------- |
| Débora Bloch       | Karin Vianna   |
| Vladimir Brichta   | Agnaldo Vianna |
| Kiko Mascarenhas   | Delavega       |
| Cristina Mutarelli | Cinira         |
| Rita Elmôr         | Anete          |
| Marcelo Várzea     | Delgado Dias   |
| Cláudia Ventura    | Gilda Dias     |

## Exibição
Foi reapresentado no Viva entre 6 de outubro de 2014 e 16 de março de 2015, todas as segundas às 23h e com reprise aos sábados às 18h.

### Outras mídias
Em 18 de agosto de 2025, foi disponibilizada na íntegra pelo Globoplay, como parte do Projeto Resgate.

## Audiência
O episódio de estreia do seriado obteve uma excelente média, marcando 18 pontos. Seu último episódio marcou 15 pontos com picos de 16. Seu recorde foi atingir uma média de 19 pontos e picos de 21.
Teve média geral de 16 pontos, considerada uma boa audiência para o horário de exibição apertado.

## Prêmios
Prêmio Arte Qualidade Brasil (2010)
- Melhor Seriado ou Projeto Especial de Teledramaturgia
- Melhor Ator Seriado ou Projeto Especial de Teledramaturgia - Vladimir Brichta
- Melhor Atriz Seriado ou Projeto Especial de Teledramaturgia - Débora Bloch
- Melhor Autor Seriado ou Projeto Especial de Teledramaturgia - Alexandre Machado e Fernanda Young
- Melhor Direção Seriado ou Projeto Especial de Teledramaturgia - José Alvarenga Júnior

Emmy International Awards (2011)
- Melhor Série de Comédia Internacional - 'Separação?! (Indicado)[5]